# Simpatia
Simpatia (do grego sypatheia: syn, "junto" + pathos, "sentimento") é a percepção, compreensão e reação ao sofrimento ou necessidade de outra forma de vida. Essa preocupação empática é impulsionada por uma mudança de ponto de vista, de uma perspectiva pessoal para a perspectiva de outro grupo ou indivíduo que está necessitado. David Hume explicou que este é o caso porque "as mentes de todos os homens são semelhantes em seus sentimentos e operações" e que "o movimento de um se comunica com o resto" de modo que as afetações passam prontamente de uma pessoa para outra, gerando movimentos correspondentes.

## Etimologia
As palavras empatia e simpatia são freqüentemente usadas de forma intercambiável. A simpatia é um sentimento, mas os dois termos têm origens e significados distintos. Merriam-Webster define "empatia" como "a ação de compreender, estar ciente, ser sensível e experimentar indiretamente os sentimentos, pensamentos e experiências de outro, seja do passado ou do presente, sem ter os sentimentos, pensamentos e experiências plenamente comunicados de uma maneira objetivamente explícita ". Merriam-Webster define que a simpatia é quando você compartilha os sentimentos do outro; empatia é quando você entende os sentimentos de outro, mas não necessariamente os compartilha, como "simpatia" foi definida por filósofos do século XVIII, como Adam Smith. Outros teóricos sociais citam essa conceituação na compreensão da mente e da razão de outra pessoa, identificando-a com outros conceitos como "imitação simpática", "consciência da gentileza", "tomada de papeis", "simulação" e "identificação", entre outros.
Michaelis define simpatia como afinidade entre duas ou mais pessoas pela semelhança e proximidade de sentimentos e pensamentos, a relação estabelecida entre duas pessoas por sentimentos afins e que sentem atração mútua e espontânea, a impressão ou disposição favorável que alguém experimenta em relação a outra pessoa que acabou de conhecer, a atração por uma coisa, ideia, causa etc, a faculdade de sensibilizar-se com os mesmos sentimentos ou ideias de outrem, a inclinação amorosa; afetividade bem próxima ao amor, a boa disposição e gentileza em atender às solicitações de alguém, a pessoa que geralmente é gentil, disposta, agradável e o tratamento amistoso dado a alguém, usado como interlocutório pessoal. O Dicionário Aulete Digital define como interpretação brasileira a simpatia no sentido de modo amistoso de tratar alguém e empenho em atender as pretensões de alguém.